# Adolf Lekki
Adolf Lekki (ur. 24 grudnia 1923 w Krzykawie koło Olkusza, zm. 10 kwietnia 1991 w Lublinie) – polski prozaik.

## Życiorys
Ukończył Wyższą Szkołę Nauk Administracyjnych w Łodzi. W okresie okupacji wywieziony został na roboty przymusowe do III Rzeszy. W latach 1945–1949 mieszkał w Namysłowie, gdzie był między innymi kierownikiem Biblioteki Powiatowej. W latach 1954–1955 był redaktorem Polskiego Radia w Opolu. Od 1955 mieszkał w Lublinie. W latach 1955–1957 był zastępcą redaktora naczelnego rozgłośni Polskiego Radia, a od 1957 redaktorem dziennika "Sztandar Ludu". W 1966 otrzymał nagrodę Wojewódzkiej Rady Narodowej w Lublinie.

## Twórczość
- Przełom
- Chłopska sprawa
- Bezdroża, Wydawnictwo Lubelskie, Lublin 1962
- Zmierzch
- Niespokojny Zachód
- Nim wzejdzie słońce
- Przygoda z siedmioma źródłami[1]
- Dalekie drogi
- Między nami czarne morze
- Trójkąt pięcioramienny
- Daleka droga do Grzyboraju